# Vipera orlovi
Vipera orlovi là một loài rắn trong họ Rắn lục. Loài này được Tuniyev & Ostrovskikh mô tả khoa học đầu tiên năm 2001.